# 27417 Jessjohnson
27417 Jessjohnson è un asteroide della fascia principale. Scoperto nel 2000, presenta un'orbita caratterizzata da un semiasse maggiore pari a 2,9931938 UA e da un'eccentricità di 0,2326478, inclinata di 4,77972° rispetto all'eclittica.